# Hietasaari (vid Kyläniemi, Taipalsaari)
Hietasaari är en ö cirka 1,5 kilometer nordväst om Kyläniemi i sjön Saimen i Taipalsaari kommun. Öns area är 52,8 hektar och dess största längd är 1,5 kilometer i sydöst-nordvästlig riktning.
Vid en landtunga på ön, omgiven av sandstränder, finns utflyktshamnar och ett rekreationsområde.